# راجر ایمهوف
راجر ایمهوف (انگلیسی: Frederick Roger Imhoff؛ ۱۵ اوت ۱۸۷۵ – ۱۵ آوریل ۱۹۵۸) یک هنرپیشه، و هنرمند سیرک اهل ایالات متحده آمریکا بود.

## زندگی اولیه
ایمهوف در ۱۵ آوریل ۱۸۷۵ در راک آیلند، ایلینوی از نیکلاس ایمهوف، از سوئیس، و سوزان مک کلون ایمهوف، از ایرلند به دنیا آمد.

## فیلم‌شناسی
- Charlie Chan's Greatest Case (1933)
- Hoop-La (1933)
- David Harum (1934)
- گران کاناریا (۱۹۳۴)
- Music in the Air (۱۹۳۴)
- کشیش قاضی (۱۹۳۴)
- One More Spring (1935)
- Life Begins at Forty (1935)
- George White's 1935 Scandals (1935)
- The Farmer Takes a Wife (1935)
- Steamboat Round the Bend (1935)
- اراذل و اوباش (۱۹۳۶)
- Three Godfathers (1936)
- سان فرانسیسکو (۱۹۳۶)
- Red Lights Ahead (1936)
- A Son Comes Home (1936)
- دلفریب (۱۹۳۷)
- Every Day's a Holiday (1937)
- ماجراهای هاکلبری فین (۱۹۳۹) (در عنوان بندی نیامده)
- Nancy Drew... Trouble Shooter (1939)
- طبل‌ها با چرخش پا (۱۹۳۹)
- آبه لینکلن در ایلینوی (۱۹۴۰)
- خوشه‌های خشم (۱۹۴۰)
- Little Old New York (1940)
- تعقیب تبهکار (۱۹۴۱)
- This Gun for Hire (1942)